# كرافن كوتيج
كرافن كوتيج هو اسم ملعب يقع في فولهام، لندن. يسع لجلوس 25,700 شخص وهو الملعب الرئيسي لفريق كرة القدم نادي فولهام منذ 1896.

## وصلات خارجية
- كرافن كوتيج